# Hydriomena permagna
Hydriomena permagna là một loài bướm đêm trong họ Geometridae.